# Готфрид II фон Ронсберг
Готфрид II фон Ронсберг (на немски: Gottfried II Markgraf von Ronsberg; † 11 май 1208 в Аугсбург) е маркграф на Ронсберг в Източен Алгой, Швабия/Бавария.
Той е вторият син на граф и маркграф Хайнрих I фон Ронсберг († 1191) и съпругата му Удилхилд фон Гамертинген († 1191 като монахиня), дъщеря на граф Улрих III фон Гамертинген († ок. 1165) и Аделхайд († пр. 1150). Внук е на граф Готфрид I фон Ронсберг († 1166/1170/1172) и Кунигунда Баварска († 1140/1147).
Сестра му Ирмгард фон Ронсберг († 1210/1220) е омъжена за граф Егино фон Ултен († 1210), а сестра му Аделхайд фон Ронсберг († 1205) е омъжена за граф Улрих I фон Берг († 1209). Друга негова сестра е омъжена за пфалцграф Рудолф II фон Тюбинген († 1219).
Готфрид II фон Ронсберг наследява фогтая и титлата маркграф. В борбата на геген-кралете Филип Хоенщауфен (1177 – 1208) и Ото от Велфите (ок. 1175 – 1218) той е на страната на Филип и през 1200 г. участва в неговите събрания в Шпайер. За службите му крал Филип Швабски-Хоенщауфен му дължи 100 марки и затова му дава временно господството Пруц в Тиролския Интал. Той придружава Филип в походите му срещу Ото Велф и умира внезапно на 11 май 1208 г. в Аугсбург. Наследен е от брат му Бертхолд, който умира бездетен на 2 април 1212 г. като последен от рода им.
През 1212 г. главната линия на род фон Ронсберг измира по мъжка линия. Собственостите отиват на двете му сестри Аделхайд и Ирменгард.

## Фамилия
Готфрид II фон Ронсберг се жени за фон Тюбинген, полусестра на пфалцграф Рудолф II фон Тюбинген († 1247), незаконна дъщеря на пфалцграф Рудолф II фон Тюбинген († 1219). Бракът е бездетен.